# Invertní cukr

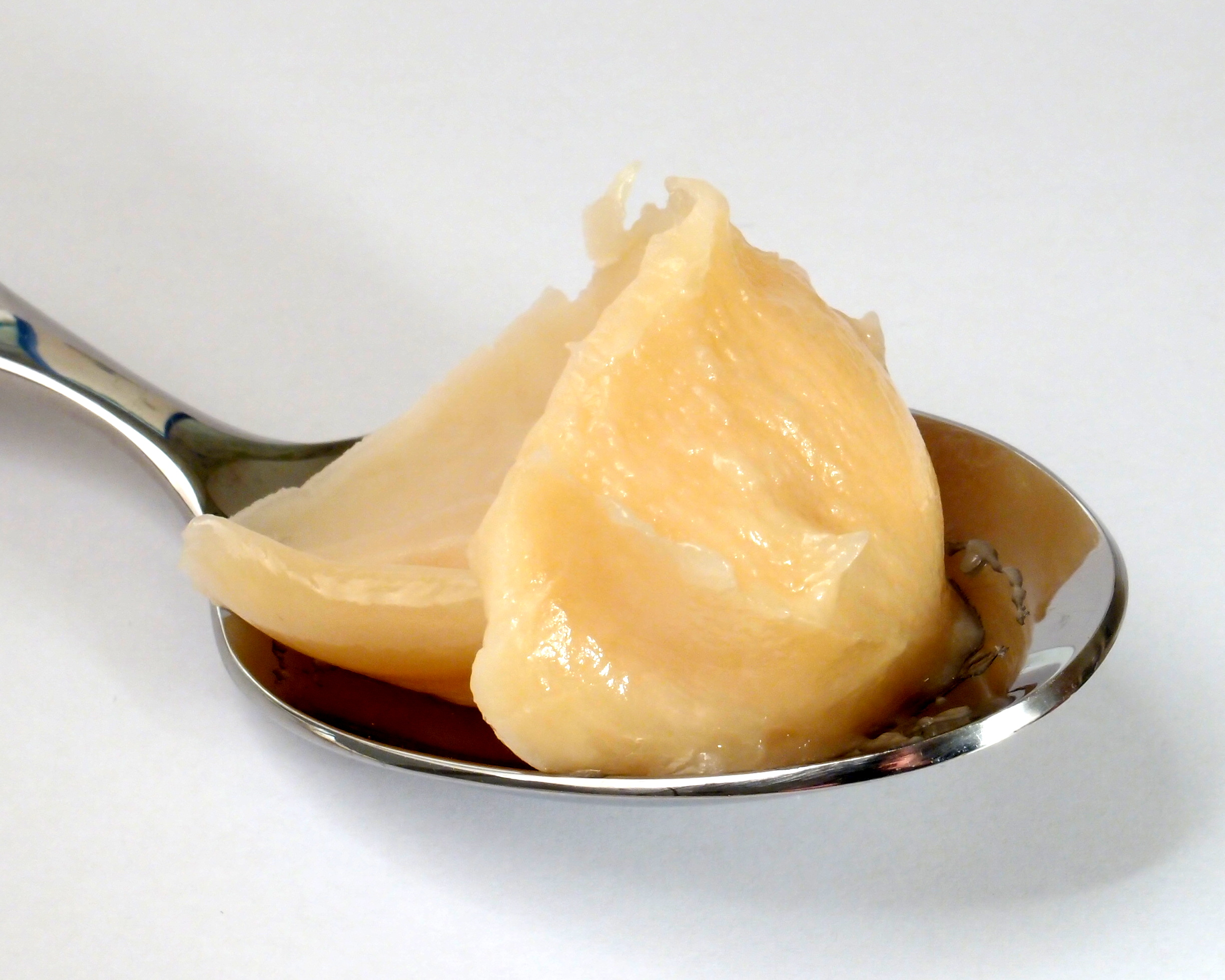
Pasta z invertního cukru se používá jako náhražka medu

Invertní cukr (též invertovaný cukr nebo tekutý cukr) je označení používané pro ekvimolární směs D-glukózy a D-fruktózy, která vzniká kyselou či enzymatickou hydrolýzou sacharózy nebo štěpením škrobu na glukózu a její částečnou enzymatickou přeměnou na fruktózu. Používá se v potravinářství jako sladidlo, protože je sladší než běžná sacharóza. Nejvíce používané tekuté cukry jsou kukuřičné, ječné, pšeničné a tekutý cukr z cukrové řepy.

## Původ slova
Název je odvozen od změny (inverze) optické otáčivosti, ke které dochází při hydrolýze sacharózy. Z pravotočivé sacharózy vzniká směs pravotočivé glukózy a silně levotočivé fruktózy, která pravotočivou glukózu „přebije“, a proto je roztok jako celek levotočivý.

## Příprava
Invertní cukr se nejčastěji připravuje hydrolýzou sacharózy. Existují dva základní přístupy, jak tuto hydrolýzu provádět: kysele či enzymaticky. Podle podmínek reakce může být inverze částečná, nebo úplná. Při kyselé hydrolýze mohou kromě glukózy a fruktózy vznikat v malém množství i další produkty, např. oligosacharidy D-glukózy (isomaltóza, genciobióza) a D-fruktózy (levulosany). Enzymová hydrolýza probíhá v neutrálním prostředí za přítomnosti enzymu invertázy (sacharázy). Při reakci v malém množství vznikají i některé málo běžné oligosacharidy, např. maltulóza, isomaltulóza a další.
C12H22O11 + H2O → C6H12O6 (glukóza) + C6H12O6 (fruktóza)

## Vlastnosti
Tekutý cukr obsahuje zpravidla jako hlavní složky glukózu a fruktózu, kvůli kterým se vyrábí; dále obsahuje zbytkovou sacharózu a další vyšší cukry, jako je maltóza, a ev. další látky. Obsah sacharózy a dalších vyšších cukrů je dán především druhem a stupněm použité hydrolýzy, často je v tekutých cukrech ponecháno i významné množství sacharózy. Vlastnosti daného tekutého cukru jsou kromě použitého technologického procesu (hydrolýzy) určené použitou surovinou.
Invertní cukr stáčí rovinu polarizovaného světla doleva. Při 100% inverzi se jedná o specifickou otáčivost −22,59°.[zdroj⁠?!] Invertní cukr má sladkou chuť. Jeho relativní sladkost závisí na stupni inverze. Směs invertovaná z 50 % je asi o 20 % sladší než sacharóza, i než zcela invertovaný cukr. Ve formě sirupu má 100% invertovaný cukr relativní sladivost 95–105 % sladkosti sacharózy.

## Použití
Invertní cukr se používá v potravinářství jako sladidlo do nápojů, cukrovinek a sladkého pečiva. Jsou výhodné z technologického hlediska, méně krystalizují, chutnají sladčeji. Slouží také jako výchozí surovina pro přípravu některých náhradních sladidel, např. sorbitolu a mannitolu nebo také v posledních desetiletích[kdy?] jako částečná nebo úplná náhrada za přírodní med.

### Včelařství
V poslední době vyvíjejí výrobci také tekuté cukry určené pro krmení včel. Včely si dělají na zimu zásobu potravy, což je med a jeho největší část je tvořena glukózou a fruktózou. Doposud se včelám místo odebraného medu dával roztok běžného cukru, což je 99,7% sacharóza. Místo tohoto cukru lze krmit včely i kvalitním tekutým (invertním) cukrem. Zjednoduší se tím příprava krmiva (roztok je připraven od výrobce, není třeba pracně rozpouštět cukr). Včelám se usnadní příprava zásob (obyčejný cukr – sacharózu si musely včely invertovat na glukózu a fruktózu).
Pro použití ve včelařství je u tekutých cukrů kritický především obsah vyšších cukrů a zbytků škrobů, s kterými mají včely více práce a ev. i potíže, např. se jim brzy zaplní odpadové váčky a může se tak ohrozit i přežití včelstva. Z tohoto důvodu nelze pro krmení včel použít běžné potravinářské tekuté cukry a s velkou opatrností je třeba přistupovat dokonce i k výrobkům prodávaným jako krmení pro včely, protože i jejich obsah je někdy nevhodný.